# Campo Verde (ort)
Campo Verde är en ort i Brasilien.   Den ligger i kommunen Jaraguari och delstaten Mato Grosso do Sul, i den södra delen av landet, 800 km sydväst om huvudstaden Brasília. Campo Verde ligger 471 meter över havet och antalet invånare är 22 806.
Terrängen runt Campo Verde är platt, och sluttar österut. Det finns inga andra samhällen i närheten.
Omgivningarna runt Campo Verde är huvudsakligen savann. Trakten runt Campo Verde är nära nog obefolkad, med mindre än två invånare per kvadratkilometer.